# Massala (Mali)
Massala è un comune rurale del Mali facente parte del circondario di Ségou, nella regione omonima.
Il comune è composto da 8 nuclei abitati:
- Banamba
- Gourely
- Gourely-Wèrè
- Massala
- Massala-Wèrè
- N'Datecoumana
- Zambougou
- Zambougou-Zoumaïra